# Jaffuelia porterina
Jaffuelia porterina är en insektsart som beskrevs av Navás 1934. Jaffuelia porterina ingår i släktet Jaffuelia och familjen myrlejonsländor. Inga underarter finns listade i Catalogue of Life.